# Dorfkirche Hormersdorf

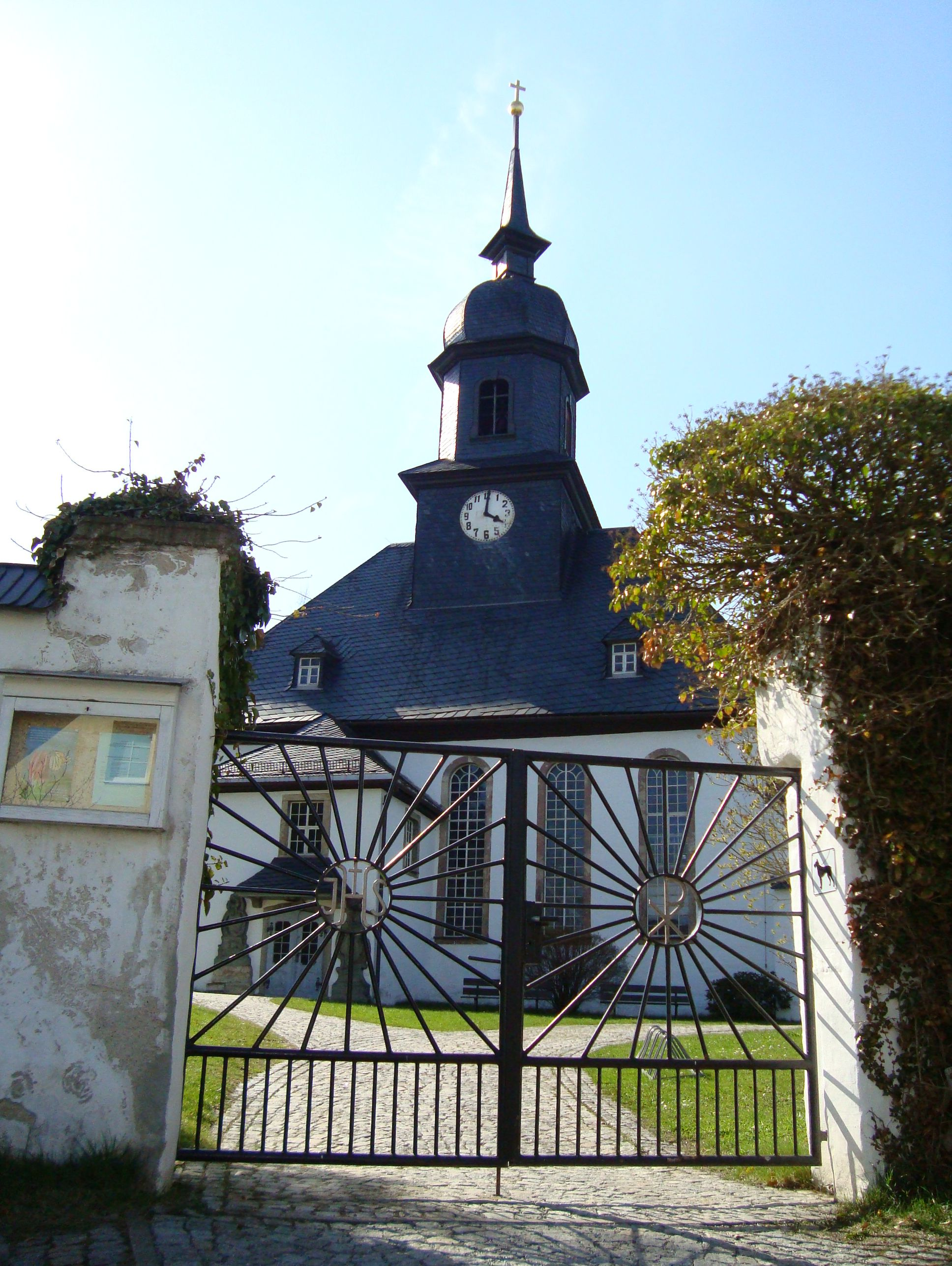
Kirche Hormersdorf

Die evangelische Dorfkirche Hormersdorf ist eine barocke Saalkirche im Ortsteil Hormersdorf von Zwönitz im Erzgebirgskreis in Sachsen. Sie gehört zur Kirchengemeinde Hormersdorf im Kirchenbezirk Annaberg der Evangelisch-Lutherischen Landeskirche Sachsens.

## Geschichte und Architektur
Die kleine barocke Saalkirche entstand 1708, vermutlich durch einen Umbau eines spätromanischen Vorgängerbauwerks. Das Innere wurde 1829 renoviert, Restaurierungen erfolgten 1958–63, 1965 innen und 1977 außen. Das Bauwerk ist ein Putzbau mit geradem Ostschluss, hohem Walmdach und turmartigem Dachreiter mit barocker Haube. Im Süden ist eine Vorhalle mit Patronatsloge, im Norden eine Sakristei angebaut.
Im Innern ist durch die Anordnung der Emporen und der Patronatsloge ein flachgedeckter Saal mit zentralisierender Wirkung entstanden; zweigeschossige Emporen sind im Norden und Westen mit kräftigem Schiffskehlenprofil und bäuerlicher Brüstungsmalerei um 1731 versehen, die untere Nordempore ist mit Darstellungen der kleinen Propheten sowie der Kreuzigung mit den Schächern und der knienden Stifterfamilie gestaltet, die obere mit den zwölf Aposteln, die untere Westempore mit Psalmworten zum Gesetz und Evangelium (Psalm 119 und 89) sowie den Großen Propheten, die obere mit Bildnissen des Hormersdorfer Pfarrers Timotheus Thiele und Luthers, außerdem Hieronymus, Johannes der Täufer, der auferstandene Christus mit der Weltkugel und die Evangelisten. Die Orgelempore ist im Osten über dem Altar mit Genesis-Darstellungen versehen. Im Süden ist die Patronatsloge mit einer beachtlichen Stuckdecke in Rokokoformen aus dem Jahr 1756 versehen; diese zeigt in einer Ecke vermutlich ein Wappen: zwei Löwen, die ein Sonnenrad halten, darüber eine Krone, ein diagonal gekreuztes Monogramm (F.G.B.) sowie Zirkel und Winkelmaß. Die Sakristei ist mit Kreuzrippengewölbe versehen, dessen Rippen später aufgesetzt wurden, in der Ecke eine Piscina.

## Ausstattung
Das Hauptstück der Ausstattung ist ein Barockretabel aus der Mitte des 18. Jahrhunderts, das nicht zur ursprünglichen Ausstattung gehört und in den 1960er Jahren vor dem Orgelgehäuse aufgestellt wurde. In der Predella ist ein Abendmahlsgemälde zu sehen, darüber die Kreuzigung. Die seitliche Flachschnitzerei stellt die Verkündigung an Maria dar. Eine Sandsteintaufe ist ein Werk vom Anfang des 17. Jahrhunderts, eine Zinnschale ist mit der Jahreszahl 1712 versehen.
Die Orgel ist ein Werk von Voigt aus dem Jahr 1977 mit 14 Registern auf zwei Manualen und Pedal in einem Gehäuse von Steinmüller aus dem Jahr 1830.